# 대야면
대야면(大野面)은 대한민국의 전북특별자치도 군산시에 설치된 면이다.

## 개요
대야면은 큰들녁으로 교통의 중심이자 민속재래시장(5일장)이 열리는 지역이다. 군산시의 동쪽에 위치하며 서해안고속도로와 전주군산간고속화도로가 지나가고 있어서 군산의 관문이자 교통의 요충지로 여긴다. 익산시와 접한 면이다.

## 연혁
- 1914.04.01 : 임피군 3면(남이, 남삼, 남사)을 옥구군 대야면으로 합면

| 조선총독부령 제111호  |                                                                                            |               |
| 구 행정구역           | 구 행정구역                                                                                | 신 행정구역   |
| 임피군 남이면(南二面) | 상광리(上光里), 중광리(中光里), 하광리(下光里)                                             | 대야면 광교리 |
| 임피군 남이면(南二面) | 접산리(蝶山里), 신상리, 삼길리(三吉里), 야중리(野中里), 원두리(元斗里), 신평리(新坪里)     | 대야면 접산리 |
| 임피군 남이면(南二面) | 하죽산리(下竹山里), 고척리(高尺里)                                                         | 대야면 죽산리 |
| 임피군 남삼면(南三面) | 석화리(石花里)                                                                             | 대야면 죽산리 |
| 임피군 남삼면(南三面) | 내덕리(內德里), 외덕리(外德里), 초산리(草山里), 안정리(安定里), 덕봉리(德奉里)             | 대야면 보덕리 |
| 임피군 남삼면(南三面) | 서악리(西岳里), 오동리(梧洞里), 남흥리(南興里), 오산리(鰲山里), 백월리                     | 대야면 산월리 |
| 임피군 남삼면(南三面) | 만자리(萬子里), 구복리(龜伏里), 우덕리(牛德里), 우산리(牛山里)                             | 대야면 지경리 |
| 임피군 남사면(南四面) | 내상리(內上里), 하리(下里)                                                                 | 대야면 지경리 |
| 임피군 남사면(南四面) | 신창리(新滄里), 상리(上里), 장좌리(壯佐里), 남우리(南雨里), 신복리(新福里), 차상리(次上里) | 대야면 복교리 |

## 교육
- 대야초등학교 (산월리)
  - 광산분교 (접산리)
- 대야남초등학교 (복교리)
- 옥구중학교
- 한들고등학교
- 호원대학교

## 행정 구역
| 법정리 | 한자명 | 행정리 | 비고 |
| ------ | ------ | ------ | ---- |
| 산월리 | 山月里 |        |      |
| 지경리 | 地境里 |        |      |
| 복교리 | 福橋里 |        |      |
| 광교리 | 光橋里 |        |      |
| 접산리 | 蝶山里 |        |      |
| 죽산리 | 竹山里 |        |      |
| 보덕리 | 寶德里 |        |      |